# Genserico
Genserico (del vándalo Gaisarīks, ‘príncipe de la jabalina’; c. 389-Cartago, 25 de enero de 477) fue rey de los vándalos y los alanos entre 428 y 477. Fue pieza clave en los conflictos ocurridos en el siglo V en el Imperio romano de Occidente, y durante sus casi cincuenta años de reinado elevó a una tribu germánica relativamente insignificante a la categoría de potencia mediterránea.

## Historia
Hijo ilegítimo del rey vándalo Godegisilio, se le supone nacido en las cercanías del lago Balatón en torno al año 389. Fue elegido rey en 428 a la muerte de su medio hermano Gunderico. Brillante y muy versado en el arte militar, buscó de inmediato el modo de aumentar el poder y la prosperidad de su pueblo, que residía por aquel entonces en la Hispania Bética y que había sufrido los ataques de los más numerosos visigodos. Así, poco después de acceder al trono, Genserico decidió ceder Hispania a sus rivales, empleando para ello la poderosa flota creada bajo el reinado de su predecesor.

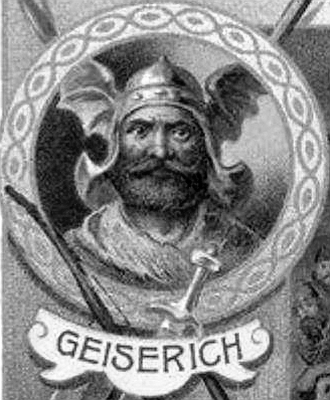
Genserico, rey de los vándalos

Aprovechando las disputas de Bonifacio, gobernador romano de la diócesis de África, con la metrópoli, 50.000 vándalos y alanos (80.000 con otros pueblos) —15.000 hombres cruzaron el estrecho de Gibraltar en la primavera de 429, aunque se cree que los hombres de armas serían solo unos 20.000. Si bien otras fuentes hablan de hasta 40.000 alanos, 50.000 silingos y 80.000 asdingos. Hay autores que sostienen que aún 80.000 bárbaros es una cifra exagerada, y reducen la migración a 50.000. Partiendo de Tarifa y Iulia Traducta, desembarcaron en Ceuta. Tras varias victorias sobre unos defensores romanos débiles y divididos, se hicieron con el dominio de un territorio que comprendía el actual Marruecos y el norte de Argelia, poniendo bajo asedio la ciudad de Hipona, que tomarían al cabo de catorce meses de duros combates. Al año siguiente, el emperador Valentiniano III hubo de reconocer a Genserico como soberano de todos estos territorios.
En 435 Genserico llegó a un acuerdo con el Imperio romano, por el que el reino vándalo pasa a ser foederati de Roma con la concesión de Numidia. A cambio, debería pagar un tributo, desistir de atacar Cartago y enviar a su hijo Hunerico a Roma como rehén. No obstante, en 439 Genserico tomó —al parecer sin lucha— la ciudad de Cartago, capturando la flota imperial allí atracada. Con este movimiento hizo a los vándalos dueños del Mediterráneo Occidental, apoderándose a continuación de bases marítimas de gran valor estratégico y comercial: las Islas Baleares, Córcega, Sicilia y Cerdeña. Roma, privada de una de las mayores zonas de producción cerealística del Viejo Mundo, habrá de comprar en lo sucesivo el grano del norte de África para su propio aprovisionamiento.

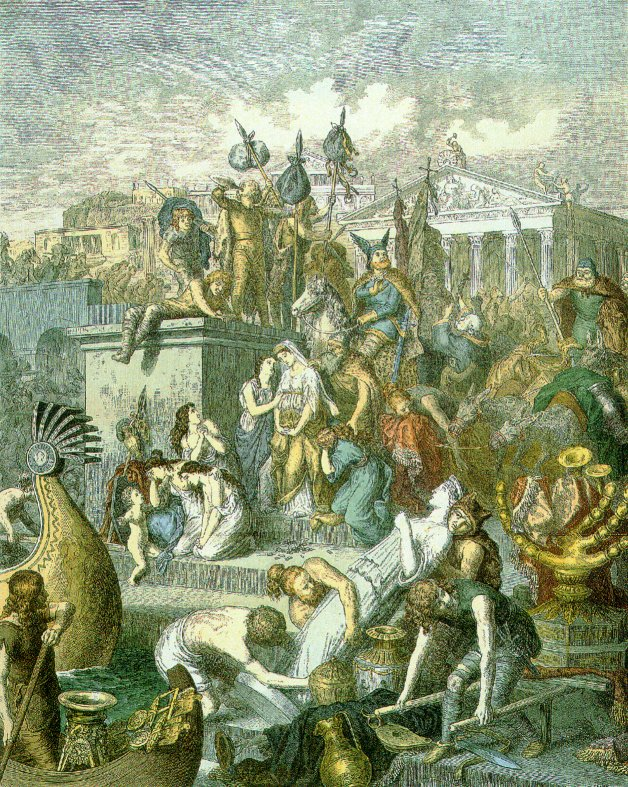
Saqueo de Roma, por Heinrich Leutemann, hacia 1870.

En 455, el emperador romano Valentiniano III fue asesinado, sucediéndole Petronio Máximo. Genserico, considerando roto el tratado de paz firmado con Valentiniano en 442, desembarcó en Italia y marchó sobre Roma, cuya población se rebeló contra el nuevo emperador y le dio muerte. Tres días después —el 22 de abril de 455— los vándalos tomaron sin resistencia la ciudad y la saquearon.
El papa León Magno no logró impedir que los vándalos de Genserico, al llegar a las puertas de Roma, invadieran la ciudad indefensa, que fue saqueada durante dos semanas. Sin embargo, el gesto del Papa que, inerme y rodeado de su clero, salió al paso del invasor para pedirle que se detuviera, impidió al menos que Roma fuera incendiada y logró que no fueran saqueadas las basílicas de San Pedro, de San Pablo y de San Juan, en las que se refugió parte de la población aterrorizada.
Si bien los vándalos hicieron acopio de gran cantidad de oro, plata y objetos de valor, el saqueo no dañó la ciudad en gran medida. Genserico llevó consigo a Cartago como rehén a Licinia Eudoxia, viuda de Valentiniano, y a sus dos hijas, Placidia y Eudoxia; esta última contraería matrimonio con su hijo y sucesor, Hunerico.

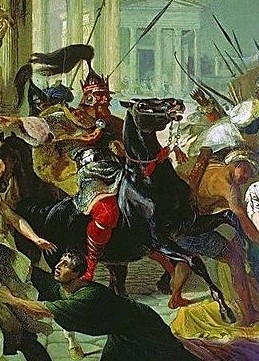
Detalle de Genserico saqueando Roma. Karl Briulov

En 468, el reino de Genserico hubo de enfrentarse al último esfuerzo militar conjunto de las dos mitades del Imperio romano. No obstante, el rey vándalo derrotó en la batalla de Cabo Bon a una poderosa flota dirigida por el que luego sería emperador bizantino Basilisco. En el verano del 474 firmó la paz perpetua con Constantinopla, por la que Bizancio reconocía la soberanía vándala sobre las provincias norteafricanas, Baleares, Sicilia, Córcega y Cerdeña. 
En su política interna, Genserico toleró en algunos momentos el catolicismo, si bien exigió la conversión a la doctrina arriana de sus consejeros más cercanos, y procedió a numerosas confiscaciones de bienes de la Iglesia católica, que se convertiría así en una poderosa fuerza opositora a la monarquía vándala. También dio lugar a persecuciones de católicos que no aceptaban el arrianismo, como las persecuciones en el Norte de África en la que resultaron mártires en el 462 Armogastes, Arquinimo y Saturno. 
Debilitó en forma sangrienta a la nobleza tradicional vándalo-alana, sustituyéndola por una corte adicta a su propia familia, y aligeró la presión fiscal sobre la población a costa de las familias ricas de origen romano y del clero católico.
Genserico murió el 25 de enero de 477, siendo sucedido por su hijo Hunerico.